# 305 v.Chr.
Het jaar 305 v.Chr. is een jaartal volgens de christelijke jaartelling.

## Gebeurtenissen

### Griekenland
- Lysimachus (305 - 281 v.Chr.) regeert als koning over Thracië en sluit een alliantie tegen Antigonus I.

### Perzië
- Seleucus I (305 - 281 v.Chr.), bijgenaamd Nicator (= de Overwinnaar), neemt de koningstitel aan en verklaart zich tot koning van de Seleuciden-dynastie.
- Seleucus I Nicator laat toe dat zelfstandige koninkrijken in Perzië gesticht mogen worden, met Grieks en Aramees als bestuurstaal.
- Demetrius Poliorcetes belegert Rhodos, de Grieken zetten o.a een belegeringstoren "Helepolis" in om de alliantie met Ptolemaeus I te breken.

### Italië
- Rome begint een veldtocht in Latium, de Samnieten worden verslagen in de Slag bij Bovianum en de hoofdstad Samnium wordt door de Romeinen veroverd.
- De Samnieten sluiten een vredesverdrag, hiermee wordt na 22 jaar de Tweede Samnitische Oorlog beëindigd.

### Egypte
- De Macedonische gouverneur van Egypte, Ptolemaeus, neemt de titel farao aan.

### India
- Keizer Chandragupta Maurya van de Indische staat Magadha verslaat het Grieks-Perzische leger van Seleucus I in de Ganges-vallei.

## Geboren
- Arsinoë I (~305 v.Chr. - ~247 v.Chr.), koningin van Egypte
- Erasistratos (~305 v.Chr. - ~250 v.Chr.), Grieks geneeskundige